# Węgry na Zimowych Igrzyskach Olimpijskich Młodzieży 2012
Węgry na Zimowych Igrzyskach Olimpijskich Młodzieży 2012, które odbywały się w Innsbrucku reprezentowało 9 zawodników.

## Skład reprezentacji Węgier

### Biathlon
Chłopcy
| Zawodnik     | Konkurencja    | Bieg    | Bieg       | Miejsce |
| Zawodnik     | Konkurencja    | Czas    | Strzelanie | Miejsce |
| ------------ | -------------- | ------- | ---------- | ------- |
| David Panyik | Sprint         | 24:25.9 | 2+3        | 48.     |
| David Panyik | Bieg pościgowy | 39:35.7 | 3+2+2+3    | 46.     |

### Biegi narciarskie
Chłopcy
| Zawodnik    | Konkurencja   | Kwalifikacje | Kwalifikacje | Ćwierćfinał   | Ćwierćfinał   | Półfinał      | Półfinał      | Finał         | Finał         |
| Zawodnik    | Konkurencja   | Wynik        | Miejsce      | Wynik         | Miejsce       | Wynik         | Miejsce       | Wynik         | Miejsce       |
| ----------- | ------------- | ------------ | ------------ | ------------- | ------------- | ------------- | ------------- | ------------- | ------------- |
| Zeno Bodnar | Sprint        | 1:53.69      | 34.          | Nie awansował | Nie awansował | Nie awansował | Nie awansował | Nie awansował | Nie awansował |
| Zeno Bodnar | Bieg na 10 km |              |              |               |               |               |               | 37:22.3       | 43.           |

### Hokej na lodzie
Chłopcy
| Zawodnik      | Konkurencja                         | Kwalifikacje | Kwalifikacje | Wielki finał | Wielki finał |
| Zawodnik      | Konkurencja                         | Punkty       | Miejsce      | Punkty       | Miejsce      |
| ------------- | ----------------------------------- | ------------ | ------------ | ------------ | ------------ |
| Attila Kovacs | Konkurs umiejętności indywidualnych | 26           | 3 Q          | 22           |              |

Dziewczęta
| Zawodniczka     | Konkurencja                         | Kwalifikacje | Kwalifikacje | Wielki finał | Wielki finał |
| Zawodniczka     | Konkurencja                         | Punkty       | Miejsce      | Punkty       | Miejsce      |
| --------------- | ----------------------------------- | ------------ | ------------ | ------------ | ------------ |
| Fanni Gasparics | Konkurs umiejętności indywidualnych | 24           | 3 Q          | 19           |              |

### Narciarstwo alpejskie
Chłopcy
| Zawodnik      | Konkurencja     | Wyniki  | Wyniki  | Wyniki  | Wyniki  |
| Zawodnik      | Konkurencja     | Runda 1 | Runda 2 | Razem   | Miejsce |
| ------------- | --------------- | ------- | ------- | ------- | ------- |
| Márton Kékesi | Slalom          | 44.57   | 41.99   | 1:26.56 | 21.     |
| Márton Kékesi | Slalom gigant   | 1:02.15 | 57.76   | 1:59.91 | 21.     |
| Márton Kékesi | Supergigant     |         |         | 1:11.70 | 34.     |
| Márton Kékesi | Superkombinacja | 1:09.58 | 41.43   | 1:51.01 | 24.     |

Dziewczęta
| Zawodnik      | Konkurencja     | Wyniki        | Wyniki        | Wyniki        | Wyniki        |
| Zawodnik      | Konkurencja     | Runda 1       | Runda 2       | Razem         | Miejsce       |
| ------------- | --------------- | ------------- | ------------- | ------------- | ------------- |
| Zsuzsanna Ury | Slalom          | 51.11         | 46.79         | 1:37.90       | 23.           |
| Zsuzsanna Ury | Slalom gigant   | 1:06.85       | 1:09.02       | 2:15.87       | 33.           |
| Zsuzsanna Ury | Supergigant     |               |               | 1:14.36       | 29.           |
| Zsuzsanna Ury | Superkombinacja | Nie ukończyła | Nie ukończyła | Nie ukończyła | Nie ukończyła |

### Short track
Chłopcy
| Zawodnik     | Konkurencja | Ćwierćfinał | Ćwierćfinał | Półfinał | Półfinał | Finał    | Finał   |
| Zawodnik     | Konkurencja | Czas        | Miejsce     | Czas     | Miejsce  | Czas     | Miejsce |
| ------------ | ----------- | ----------- | ----------- | -------- | -------- | -------- | ------- |
| Tamas Farkas | 500 m       | 46.037      | 3 qCD       | 45.777   | 2 qC     | 46.035   | 1       |
| Tamas Farkas | 1000 m      | 1:33.101    | 4 qCD       | 1:55.852 | 3 qD     | 1:34.395 | 1       |

Dziewczęta
| Zawodniczka | Konkurencja | Ćwierćfinał   | Ćwierćfinał   | Półfinał      | Półfinał      | Finał         | Finał         |
| Zawodniczka | Konkurencja | Czas          | Miejsce       | Czas          | Miejsce       | Czas          | Miejsce       |
| ----------- | ----------- | ------------- | ------------- | ------------- | ------------- | ------------- | ------------- |
| Tímea Tóth  | 500 m       | 48.502        | 3 qCD         | 48.725        | 2 qC          | 48.743        | 3             |
| Tímea Tóth  | 1000 m      | Nie ukończyła | Nie ukończyła | Nie ukończyła | Nie ukończyła | Nie ukończyła | Nie ukończyła |

Sztafeta mieszana
| Zawodnicy                                              | Konkurencja       | Półfinał | Półfinał | Finał    | Finał   |
| Zawodnicy                                              | Konkurencja       | Czas     | Miejsce  | Czas     | Miejsce |
| ------------------------------------------------------ | ----------------- | -------- | -------- | -------- | ------- |
| Nicole Martinelli Milan Grugni Tamas Farkas Tímea Tóth | Sztafeta mieszana | 4:28.026 | 3 qB     | 4:29.686 | 2       |

### Skoki narciarskie
Chłopcy
| Zawodnik      | Konkurencja   | Seria 1   | Seria 1 | Seria 2   | Seria 2 | Razem  | Razem   |
| Zawodnik      | Konkurencja   | Odległość | Punkty  | Odległość | Punkty  | Punkty | Miejsce |
| ------------- | ------------- | --------- | ------- | --------- | ------- | ------ | ------- |
| Ákos Szilágyi | Indywidualnie | 60.5 m    | 90.0    | 60.0 m    | 87.8    | 177.8  | 20.     |